# Giải Sao Thổ lần thứ 43
Giải Sao Thổ lần thứ 43, tổ chức bởi Viện Hàn lâm phim Khoa học viễn tưởng, Tưởng tượng và Kinh dị Hoa Kỳ nhằm vinh danh những tác phẩm điện ảnh, truyền hình, phát hành tại gia và chiếu rạp thuộc thể loại khoa học viễn tưởng, kỳ ảo, kinh dị và các thể loại khác thuộc dòng phim giả tưởng trong năm 2016 và đầu năm 2017, được tổ chức vào ngày 28 tháng 6 năm 2017 tại Burbank, California. Một hạng mục mới mang tên Phim truyện hoặc phim truyền hình hoạt hình xuất sắc nhất, đã được chính thức giới thiệu trong lễ trao giải này. Dẫn chương trình của sự kiện là Sean Gunn.
Các đề cử của giải được công bố vào ngày 2 tháng 3 năm 2017. Năm thứ hai liên tiếp, một bộ phim thuộc thương hiệu Star Wars có số lượng đề cử dẫn đầu, đó là Rogue One: Star Wars ngoại truyện với tổng cộng mười một đề cử; liền tiếp đó là Chuyện chưa kể ở xứ sở khổng lồ và Doctor Strange: Phù thủy tối thượng với mười đề cử, và Captain America: Nội chiến siêu anh hùng với tám. Ở lĩnh vực truyền hình, The Walking Dead năm thứ ba liên tiếp dẫn đầu về số lượng đề cử với bảy đề cử, theo sau là loạt phim mới ra mắt, Westworld với sáu. Đạo diễn và đồng biên kịch của Doctor Strange: Phù thủy tối thượng, Scott Derrickson, nhà soạn nhạc Michael Giacchino, và nhà thiết kế phục trang Colleen Atwood mỗi người đều nhận được hai đề cử cá nhân.
Ở lĩnh vực điện ảnh, Căn hầm và Rogue One: Star Wars ngoại truyện mỗi phim đều giành chiến thắng tại ba hạng mục, bao gồm lần lượt là Phim hồi hộp hay nhất và Phim khoa học viễn tưởng hay nhất; Chuyện chưa kể ở xứ sở khổng lồ, Doctor Strange: Phù thủy tối thượng và Những kẻ khờ mộng mơ mỗi phim đều có chiến thắng tại hai hạng mục. Về lĩnh vực truyền hình, The Walking Dead tiếp tục trở thành phim truyền hình giành nhiều chiến thắng nhất trong bốn năm liên tiếp với ba giải thưởng, trong đó có Phim truyền hình kinh dị xuất sắc nhất, theo sau là Stranger Things, Supergirl và Westworld, mỗi phim đều thắng hai giải.

## Giải thưởng và đề cử

### Điện ảnh
| Phim khoa học viễn tưởng hay nhất | Phim kỳ ảo hay nhất |
| --- | --- |
| - Rogue One: Star Wars ngoại truyện - Cuộc đổ bộ bí ẩn - Ngày độc lập: Tái chiến - Nhãn lực siêu nhiên - Người du hành - Star Trek: Không giới hạn | - Cậu bé rừng xanh - Chuyện chưa kể ở xứ sở khổng lồ - Sinh vật huyền bí và nơi tìm ra chúng - Biệt đội săn ma - Mái ấm lạ kỳ của cô Peregrine - Lời thỉnh cầu Quái vật - Pete và người bạn rồng |
| Phim kinh dị hay nhất | Phim hồi hộp hay nhất |
| - Sát nhân trong bóng tối - The Autopsy of Jane Doe - Ám ảnh kinh hoàng 2 - Demon - Trò chơi gọi hồn 2 - Chuyến tàu sinh tử - The Witch | - Căn hầm - Mật danh: Kế toán - Cô gái trên tàu - Không lùi bước - Siêu điệp viên Jason Bourne - Vùng nước tử thần - Tách biệt |
| Phim hành động hoặc phiêu lưu hay nhất | Phim quốc tế hay nhất |
| - Hidden Figures - Liên minh sát thủ - Gold - Hacksaw Ridge - Huyền thoại Tarzan - Bảy tay súng huyền thoại - Những chàng trai ngoan | - The Handmaiden - Elle - In Order of Disappearance - Mỹ nhân ngư - Sự hồi sinh: Shin Godzilla - Bóng ma trong gió |
| Phim chuyển thể từ truyện tranh hay nhất | Phim hoạt hình hay nhất |
| - Doctor Strange: Phù thủy tối thượng - Batman đại chiến Superman: Ánh sáng công lý - Captain America: Nội chiến siêu anh hùng - Deadpool - Biệt đội cảm tử - X-Men: Cuộc chiến chống Apocalypse | - Đi tìm Dory - Kingsglaive: Final Fantasy XV - Hành trình của Moana - Đấu trường âm nhạc - Quỷ lùn tinh nghịch - Phi vụ động trời |
| Đạo diễn xuất sắc nhất | Kịch bản xuất sắc nhất |
| - Gareth Edwards – Rogue One: Star Wars ngoại truyện - Scott Derrickson – Doctor Strange: Phù thủy tối thượng - Jon Favreau – Cậu bé rừng xanh - Anthony Russo và Joe Russo – Captain America: Nội chiến siêu anh hùng - Bryan Singer – X-Men: Cuộc chiến chống Apocalypse - Steven Spielberg – Chuyện chưa kể ở xứ sở khổng lồ - Denis Villeneuve – Cuộc đổ bộ bí ẩn | - Cuộc đổ bộ bí ẩn – Eric Heisserer - Chuyện chưa kể ở xứ sở khổng lồ – Melissa Mathison (sau khi mất) - Deadpool – Rhett Reese và Paul Wernick - Doctor Strange: Phù thủy tối thượng – Jon Spaihts, Scott Derrickson và C. Robert Cargill - Không lùi bước – Taylor Sheridan - Rogue One: Star Wars ngoại truyện – Chris Weitz và Tony Gilroy                                                                       |
| Nam diễn viên chính xuất sắc nhất | Nữ diễn viên chính xuất sắc nhất |
| - Ryan Reynolds – Deadpool vai Wade Wilson / Deadpool - Benedict Cumberbatch – Doctor Strange: Phù thủy tối thượng vai Bác sĩ Stephen Strange / Doctor Strange - Chris Evans – Captain America: Nội chiến siêu anh hùng vai Steve Rogers / Captain America - Matthew McConaughey – Gold vai Kenny Wells - Chris Pine – Star Trek: Không giới hạn vai Thuyền trưởng James T. Kirk - Chris Pratt – Người du hành vai Jim Preston - Mark Rylance – Chuyện chưa kể ở xứ sở khổng lồ vai BFG | - Mary Elizabeth Winstead – Căn hầm vai Michelle - Amy Adams – Cuộc đổ bộ bí ẩn vai Louise Banks - Emily Blunt – Cô gái trên tàu vai Rachel Watson - Taraji P. Henson – Hidden Figures vai Katherine Goble Johnson - Felicity Jones – Rogue One: Star Wars ngoại truyện vai Jyn Erso - Jennifer Lawrence – Người du hành vai Aurora Lane - Narges Rashidi – Bóng ma trong gió vai Shideh                             |
| Nam diễn viên phụ xuất sắc nhất | Nữ diễn viên phụ xuất sắc nhất |
| - John Goodman – Căn hầm vai Howard Stambler - Chadwick Boseman – Captain America: Nội chiến siêu anh hùng vai T'Challa / Chiến binh Báo Đen - Dan Fogler – Sinh vật huyền bí và nơi tìm ra chúng vai Jacob Kowalski - Diego Luna – Rogue One: Star Wars ngoại truyện vai Cassian Andor - Zachary Quinto – Star Trek: Không giới hạn vai Chỉ huy Spock - Christopher Walken – Cậu bé rừng xanh vai King Louie                                                                           | - Tilda Swinton – Doctor Strange: Phù thủy tối thượng vai The Ancient One - Betty Buckley – Tách biệt vai Bác sĩ Karen Fletcher - Bryce Dallas Howard – Gold vai Kay - Scarlett Johansson – Captain America: Nội chiến siêu anh hùng vai Natasha Romanoff / Góa phụ Đen - Kate McKinnon – Biệt đội săn ma vai Tiến sĩ Jillian "Holtz" Holtzmann - Margot Robbie – Biệt đội cảm tử vai Harleen Quinzel / Harley Quinn |
| Diễn viên trẻ xuất sắc nhất | Nhạc phim hay nhất |
| - Tom Holland – Captain America: Nội chiến siêu anh hùng vai Peter Parker / Người Nhện - Ruby Barnhill – Chuyện chưa kể ở xứ sở khổng lồ vai Sophie - Julian Dennison – Hunt for the Wilderpeople vai Ricky - Lewis MacDougall – Lời thỉnh cầu Quái vật vai Conor O'Malley - Neel Sethi – Cậu bé rừng xanh vai Mowgli - Anya Taylor-Joy – The Witch vai Thomasin | - Những kẻ khờ mộng mơ – Justin Hurwitz - Chuyện chưa kể ở xứ sở khổng lồ – John Williams - Doctor Strange: Phù thủy tối thượng – Michael Giacchino - Sinh vật huyền bí và nơi tìm ra chúng – James Newton Howard - Người du hành – Thomas Newman - Rogue One: Star Wars ngoại truyện – Michael Giacchino |
| Dựng phim xuất sắc nhất | Thiết kế sản xuất xuất sắc nhất |
| - Chuyện chưa kể ở xứ sở khổng lồ – Michael Kahn - Căn hầm – Stefan Grube - Cuộc đổ bộ bí ẩn – Joe Walker - Captain America: Nội chiến siêu anh hùng – Jeffrey Ford và Matthew Schmidt - Cậu bé rừng xanh – Mark Livolsi - Rogue One: Star Wars ngoại truyện – John Gilroy, Colin Goudie và Jabez Olssen | - Chuyện chưa kể ở xứ sở khổng lồ – Rick Carter và Robert Stromberg - Captain America: Nội chiến siêu anh hùng – Owen Paterson - Doctor Strange: Phù thủy tối thượng – Charles Woods - Sinh vật huyền bí và nơi tìm ra chúng – Stuart Craig - Người du hành – Guy Hendrix Dyas - Rogue One: Star Wars ngoại truyện – Doug Chiang và Neil Lamont                                                                      |
| Thiết kế phục trang xuất sắc nhất | Hóa trang xuất sắc nhất |
| - Sinh vật huyền bí và nơi tìm ra chúng – Colleen Atwood - Alice ở xứ sở trong gương – Colleen Atwood - Chuyện chưa kể ở xứ sở khổng lồ – Joanna Johnston - Doctor Strange: Phù thủy tối thượng – Alexandra Byrne - The Handmaiden – Sang-gyeong Jo - Rogue One: Star Wars ngoại truyện – David Crossman and Glyn Dillon | - Star Trek: Không giới hạn – Joel Harlow and Monica Huppert - Doctor Strange: Phù thủy tối thượng – Jeremy Woodhead - Sinh vật huyền bí và nơi tìm ra chúng – Nick Knowles - Rogue One: Star Wars ngoại truyện – Amy Byrne - Biệt đội cảm tử – Allan Apone, Jo-Ann MacNeil, and Marta Roggero - X-Men: Cuộc chiến chống Apocalypse – Charles Carter, Rita Ciccozzi, and Rosalina Da Silva                           |
| Hiệu ứng hình ảnh xuất sắc nhất | Phim độc lập xuất sắc nhất |
| - Rogue One: Star Wars ngoại truyện – John Knoll, Mohen Leo, Hal Hickel và Neil Corbould - Cuộc đổ bộ bí ẩn – Louis Morin and Ryal Cosgrove - Chuyện chưa kể ở xứ sở khổng lồ – Joe Letteri and Joel Whist - Doctor Strange: Phù thủy tối thượng – Stephane Ceretti, Richard Bluff và Vincent Cirelli - Sinh vật huyền bí và nơi tìm ra chúng – Tim Burke, Christian Manz, and David Watkins - Cậu bé rừng xanh – Robert Legato, Adam Valdez, Andrew R. Jones và Dan Lemmon             | - Những kẻ khờ mộng mơ - Eye in the Sky - Hunt for the Wilderpeople - Lion - The Ones Below - Remember |

### Truyền hình
| Phim truyền hình khoa học viễn tưởng xuất sắc nhất | Phim truyền hình kỳ ảo xuất sắc nhất |
| --- | --- |
| - Westworld - The 100 - Colony - The Expanse - Falling Water - Incorporated - Timeless | - Outlander - Beyond - Game of Thrones - The Good Place - Lucifer - The Magicians - Preacher |
| Phim truyền hình kinh dị xuất sắc nhất | Phim truyền hình hành động-hồi hộp xuất sắc nhất |
| - The Walking Dead - American Horror Story: Roanoke - Ash vs. Evil Dead - The Exorcist - Fear the Walking Dead - Teen Wolf - The Vampire Diaries | - Riverdale - Animal Kingdom - Bates Motel - Designated Survivor - The Librarians - Mr. Robot - Underground |
| Phim truyền hình chuyển thể từ siêu anh hùng xuất sắc nhất | Phim truyền hình trên phương tiện truyền thông mới xuất sắc nhất |
| - Supergirl - Agents of S.H.I.E.L.D. - Arrow - The Flash - Gotham - Legion | - Luke Cage (chung) - Stranger Things (chung) - Bosch - Daredevil - The Man in the High Castle - A Series of Unfortunate Events |
| Phim truyện hoặc phim truyền hình hoạt hình xuất sắc nhất | Trình bày truyền hình xuất sắc nhất |
| - Star Wars Rebels - BoJack Horseman - Family Guy - The Little Prince - The Simpsons - Trollhunters | - 11.22.63 - Channel Zero - Doctor Who: "The Return of Doctor Mysterio" - Mars - The Night Manager - Rats |
| Nam diễn viên chính xuất sắc nhất trên truyền hình | Nữ diễn viên chính xuất sắc nhất trên truyền hình |
| - Andrew Lincoln – The Walking Dead vai Rick Grimes - Bruce Campbell – Ash vs. Evil Dead vai Ash Williams - Mike Colter – Luke Cage vai Luke Cage - Charlie Cox – Daredevil vai Matt Murdock / Daredevil - Grant Gustin – The Flash vai Barry Allen / Flash - Sam Heughan – Outlander vai James "Jamie" Fraser - Freddie Highmore – Bates Motel vai Norman Bates | - Melissa Benoist – Supergirl vai Kara Zor-El / Kara Danvers / Supergirl - Caitriona Balfe – Outlander vai Claire Fraser - Kim Dickens – Fear the Walking Dead vai Madison Clark - Vera Farmiga – Bates Motel vai Norma Bates - Lena Headey – Game of Thrones vai Cersei Lannister - Sarah Paulson – American Horror Story: Roanoke vai Audrey Tindall, Lana Winters và Shelby Miller - Winona Ryder – Stranger Things vai Joyce Byers |
| Nam diễn viên phụ xuất sắc nhất trên truyền hình | Nữ diễn viên phụ xuất sắc nhất trên truyền hình |
| - Ed Harris – Westworld vai The Man in Black - Linden Ashby – Teen Wolf vai Sheriff Stilinski - Mehcad Brooks – Supergirl vai James Olsen / Guardian - Kit Harington – Game of Thrones vai Jon Snow - Lee Majors – Ash vs. Evil Dead vai Brock Williams - Norman Reedus – The Walking Dead vai Daryl Dixon - Jeffrey Wright – Westworld vai Bernard Lowe         | - Candice Patton – The Flash vai Iris West - Kathy Bates – American Horror Story: Roanoke vai Agnes Mary Winstead và Thomasin White - Danai Gurira – The Walking Dead vai Michonne - Melissa McBride – The Walking Dead vai Carol Peletier - Thandie Newton – Westworld vai Maeve Millay - Adina Porter – American Horror Story: Roanoke vai Lee Harris - Evan Rachel Wood – Westworld vai Dolores Abernathy                           |
| Vai diễn khách mời xuất sắc nhất trên truyền hình | Diễn viên trẻ xuất sắc nhất trên truyền hình |
| - Jeffrey Dean Morgan – The Walking Dead vai Negan - Ian Bohen – Teen Wolf vai Peter Hale - Tyler Hoechlin – Supergirl vai Kal-El / Clark Kent / Superman - Anthony Hopkins – Westworld vai Robert Ford - Leslie Jordan – American Horror Story: Roanoke vai Ashley Gilbert - Dominique Pinon – Outlander vai Master Raymond                                     | - Millie Bobby Brown – Stranger Things vai Eleven - KJ Apa – Riverdale vai Archie Andrews - Max Charles – The Strain vai Zach Goodweather - Alycia Debnam-Carey – Fear the Walking Dead vai Alicia Clark - Lorenzo James Henrie – Fear the Walking Dead vai Chris Manawa - Chandler Riggs – The Walking Dead vai Carl Grimes |

### Phương tiện tại gia
| Phát hành DVD hoặc Blu-ray xuất sắc nhất | Phát hành DVD hoặc Blu-ray phiên bản đặc biệt xuất sắc nhất |
| --- | --- |
| - Tales of Halloween - Dog Eat Dog - The Girl - The Lobster - The Man Who Knew Infinity - The Wailing | - Phantasm: Remastered - Batman v Superman: Dawn of Justice (Ultimate Edition) - The Hills Have Eyes (Limited Edition) - The Iron Giant (Signature Edition) - Mad Max: Fury Road (Black and Chrome Edition) - Raising Cain (Collector's Edition) |
| Phát hành DVD phim kinh điển xuất sắc nhất | Phát hành DVD truyền hình xuất sắc nhất |
| - Time After Time - Destiny - Donovan's Brain - Gog 3D - It Came from Outer Space - The Little Girl Who Lives Down the Lane | - Hannibal: The Complete Series Collection - Banshee: The Final Season - Mr. Robot: Season 2.0 - Salem's Lot - Star Trek: The Animated Series - Versailles: Season One                                                                           |
| Tuyển tập DVD hoặc Blu-ray xuất sắc nhất | |
| - Frankenstein: Complete Legacy Collection (Frankenstein, Bride of Frankenstein, Son of Frankenstein, The Ghost of Frankenstein, Frankenstein Meets the Wolf Man, House of Frankenstein, House of Dracula và Abbott and Costello Meet Frankenstein) - Buster Keaton Shorts 1917–23 (The Rough House, One Week, Convict 13, The Scarecrow, Neighbors, The Haunted House, Hard Luck, The High Sign, The Goat, The Playhouse, The Boat, The Paleface, Cops, My Wife's Relations, The Blacksmith, The Frozen North, The Electric House, Day Dreams, The Balloonatic và The Love Nest) - Herschell Gordon Lewis Feast (Blood Feast, Scum of the Earth!, Two Thousand Maniacs!, Moonshine Mountain, Color Me Blood Red, Something Weird, The Gruesome Twosome, A Taste of Blood, She-Devils on Wheels, Just for the Hell of It, How to Make a Doll, The Wizard of Gore, This Stuff'll Kill Ya! và The Gore Gore Girls) - Marx Brothers Silver Screen Collection (The Cocoanuts, Animal Crackers, Monkey Business, Horse Feathers và Duck Soup) - Pioneers of African American Cinema (Birthright, The Blood of Jesus, Body and Soul, The Bronze Buckaroo, By Right of Birth, Commandment Keeper Church, Beaufort South Carolina, May 1940, Darktown Revue, Dirty Gertie from Harlem USA, Eleven P.M., The Exile, The Flying Ace, God's Step Children, Heaven-Bound Traveler, Hellbound Train, Hot Biskits, Mercy the Mummy Mumbled, Regeneration, The Scar of Shame, S.S. Jones Home Movies, The Symbol of the Unconquered: A Story of the KKK, Ten Minutes to Live, Ten Nights in a Bar Room, Two Knights of Vaudeville, Veiled Aristocrats, Verdict Not Guilty, We Work Again và Within Our Gates) - The Wolf Man: Complete Legacy Collection (The Wolf Man, Frankenstein Meets the Wolf Man, House of Frankenstein, House of Dracula, Abbott and Costello Meet Frankenstein, Werewolf of London và She-Wolf of London) | |

### Sản xuất sân khấu
| Sản xuất sân khấu xuất sắc nhất |
| --- |
| - A View from the Bridge (Ahmanson Theatre) - Amadeus (L.A. Theatre Works) - Chen Ying Rescues the Orphan (Chinese Yu Opera) - The Fantasticks (Pasadena Playhouse) - Joseph and the Amazing Technicolor Dreamcoat (3D Theatricals) - Moby Dick (South Coast Repertory) |

### Giải thưởng đặc biệt
- Giải Sự nghiệp – Lee Majors
- Giải Tầm nhìn – Akiva Goldsman
- Giải Nhà làm phim – Rick Jaffa và Amanda Silver
- Giải Trình diễn Đột phá – KJ Apa
- Giải Công nhận Đặc biệt – Heavy Metal (tạp chí)

## Phim có nhiều giải thưởng và đề cử

### Điện ảnh
| Các tác phẩm sau đây nhận được nhiều đề cử: 11 đề cử: Rogue One 10 đề cử: Chuyện chưa kể ở xứ sở khổng lồ, Doctor Strange: Phù thủy tối thượng 8 đề cử: Captain America: Nội chiến siêu anh hùng 7 đề cử: Sinh vật huyền bí và nơi tìm ra chúng 6 đề cử: Cuộc đổ bộ bí ẩn, Cậu bé rừng xanh 5 đề cử: Người du hành 4 đề cử: Căn hầm, Star Trek: Không giới hạn 3 đề cử: Deadpool, Gold, Biệt đội cảm tử, X-Men: Cuộc chiến chống Apocalypse 2 đề cử: Batman đại chiến Superman: Ánh sáng công lý, Biệt đội săn ma, Cô gái trên tàu, The Handmaiden, Không lùi bước, Hidden Figures, Hunt for the Wilderpeople, Những kẻ khờ mộng mơ, Lời thỉnh cầu Quái vật, Tách biệt, Bóng ma trong gió, The Witch | Các tác phẩm sau đây nhận được nhiều chiến thắng: 3 chiến thắng: Căn hầm, Rogue One 2 chiến thắng: Chuyện chưa kể ở xứ sở khổng lồ, Doctor Strange: Phù thủy tối thượng, Những kẻ khờ mộng mơ |

### Truyền hình
| Các tác phẩm sau đây nhận được nhiều đề cử: 7 đề cử: The Walking Dead 6 đề cử: Westworld 5 đề cử: American Horror Story: Roanoke 4 đề cử: Fear the Walking Dead, Outlander, Supergirl 3 đề cử: Ash vs. Evil Dead, Bates Motel, Game of Thrones, The Flash, Stranger Things, Teen Wolf 2 đề cử: Marvel's Daredevil, Marvel's Luke Cage, Riverdale | Các tác phẩm sau đây nhận được nhiều chiến thắng: 3 chiến thắng: The Walking Dead 2 chiến thắng: Stranger Things, Supergirl, Westworld, Riverdale |